# Pyszne.pl
Pyszne.pl – firma oferująca usługę zamawiania online jedzenia i artykułów codziennego użytku wraz z dostawą pod wskazany adres. Firma została założona przez Marcina Krupicza, Arkadiusza Krupicza i Piotra Czajkowskiego w 2010 roku we Wrocławiu. Od 2014 roku Pyszne.pl należy do grupy Just Eat Takeaway z siedzibą w Amsterdamie.

## Działalność
Głównym obszarem działalności firmy jest pośredniczenie w składaniu zamówień za pomocą aplikacji lub strony internetowej. Według danych z września 2024 roku w Polsce klienci Pyszne.pl mogą zamawiać przez internet jedzenie i produkty łącznie od niemal 17 000 partnerów w 2 200 miejscowościach. Produkty dostarczane są przez ponad 4 200 kurierek i kurierów, zaś w niemal 50 miejscowościach firma posiada własną logistykę. Od 2015 roku Pyszne.pl operuje w skali ogólnopolskiej.
Stworzenie serwisu i aplikacji mobilnej umożliwiających wyszukiwanie restauracji i składanie w nich zamówień przez Internet zostało dofinansowane z Programu Operacyjnego Innowacyjna Gospodarka.

## Historia
2010 – Pyszne.pl realizuje pierwsze zamówienie złożone we Wrocławiu. Firma początkowo budowała swoją bazę partnerów wśród okolicznych przedsiębiorców, działających we Wrocławiu i okolicach, by następnie rozpocząć działalność w Krakowie.
2012 – Niemieckie Lieferando nabywa 100% udziałów Pyszne.pl.
2014 – Pyszne.pl staje się częścią holenderskiego Takeaway.com.
2020 – Takeaway.com łączy się z Just Eat tworząc Just Eat Takeaway z siedzibą w Amsterdamie. Od tego momentu firma swoim zasięgiem obejmuje: Stany Zjednoczone, Wielką Brytanię, Niemcy, Holandię, Kanadę, Australię, Austrię, Belgię, Bułgarię, Danię, Francję, Irlandię, Izrael, Włochy, Luksemburg, Nową Zelandię, Polskę, Słowację, Hiszpanią i Szwajcarię.
2024 – firma stworzyła i przedstawiła Indeks Pyszne.pl – branżowy indeks ekonomiczny pokazujący siłę nabywczą Polaków w porównaniu do cen żywności, inflacji oraz średniego wynagrodzenia.
2024 – Pyszne.pl rozszerzyło swoją ofertę o możliwość zamawiania nie tylko jedzenia z restauracji, ale także zakupów spożywczych (we współpracy m.in. z Carrefour, Duży Ben, Delikatesy Organic), wyrobów cukierniczych (np. Cukiernia Sowa) oraz kwiatów (E-kwiaty). Serwis planuje dalszy rozwój zarówno w zakresie dostaw gastronomicznych, jak i w sektorze convenience. W styczniu 2025 r. ma zostać uruchomiona nowa aplikacja Pyszne.pl.